# ابراهیم ثنایی
ابراهیم ثنایی پژوهشگر ایرانی و استاد گروه سازه دانشگاه علم و صنعت ایران است.
 ثنایی دانش‌آموختهٔ دورهٔ دکتری از دانشگاه پیر و ماری کوری پاریس است. او برای ترجمه کتاب مقاومت مصالح برگزیدهٔ دومین دورهٔ کتاب سال ایران شد.